# David Morris Taylor
David Morris Taylor (* 5. Dezember 1990 in Reno, Nevada) ist ein US-amerikanischer Ringer. Er wurde 2018 Weltmeister im freien Stil in der Gewichtsklasse bis 86 kg
Körpergewicht

## Werdegang
David Morris Taylor wuchs in den Staaten Wyoming bzw. Ohio auf. Er besuchte die High School in St. Paris Graham (Ohio) und begann dort mit dem Ringen. Schon als Jugendlicher konnte er erste Erfolge erringen und qualifizierte sich 2007 für die Teilnahme an der Junioren-Weltmeisterschaft in Peking. Er belegte dort im freien Stil in der Gewichtsklasse bis 50 kg den 8. Platz.
Nach dem Wechsel an die Pennsylvania State University entwickelte er sich unter den Trainern Cael Sanderson und Jeff Jordan im Laufe der Jahre zu einem Weltklasseringer im freien Stil. David Taylor, mit dem Spitznamen "Magic Man", startete beim Pennsylvania College Wrestling Club (WC) zunächst eine Karriere als Studentenringer und gewann 2012 und 2014 den Titel eines NCAA-Champions (US-amerikanischer Studentenmeister) im Weltergewicht. 2013 nahm er an der Universiade (Studenten-Weltspiele) in Kasan teil und belegte dort im Weltergewicht (bis 74 kg Körpergewicht) hinter Denis Zargusch aus Russland und Jabrail Hasanow aus Aserbaidschan den 3. Platz.
David Taylor, der auch für den Titan Mercury WC/Nittany Lions WC startet, konnte sich in den nächsten Jahren nicht für die Teilnahme an den Weltmeisterschaften bzw. den Olympischen Spielen 2016 qualifizieren, weil er immer wieder an Jordan Burroughs, dem Olympiasieger von 2012 und mehrfachen Weltmeister, scheiterte. Bei der Olympiaqualifikation 2016 scheiterte im Mittelgewicht (bis 86 kg Körpergewicht) an J'den Michael Cox und Kyle Douglas Dake.
2018 gelang ihm aber nach dem endgültigen Wechsel in die Gewichtsklasse bis 86 kg der Sprung an die Spitze. Zunächst gelang ihm im Januar 2018 in dieser Gewichtsklasse der Sieg beim renommierten "Iwan-Yarigin"-Grand-Prix in Krasnojarsk vor Fatih Erdin, Türkei, Wladislaw Waliew und Artur Naiforow, beide Russland. Im Mai 2018 wurde er in Lima Pan-amerikanischer Meister vor Yurieski Torreblanca Queralta aus Kuba. Im Juli 2018 siegte er auch beim "Yasar-Dogu"-Turnier in Istanbul vor Murad Suleimanow, Aserbaidschan, Boris Makojew, Slowakei und Fatih Erdin. Danach gelang ihm der Sieg beim US-amerikanischen WM-Qualifikationsturnier (Trials) vor Nekc Reenan und Richard Perry.
Bei der Weltmeisterschaft im Oktober 2018 in Budapest stellte er sich in der Gewichtsklasse bis 86 kg in hervorragender Form vor. Er besiegte dort in seinem ersten Kampf den Olympiasieger von 2016 und Titelverteidiger Hassan Yazdani aus dem Iran, den er mit 11:6 Punkten sicher bezwang. Danach siegte er über Hadschi Rajabow, Belarus, Yurieski Torreblanca Queralta, Dauren Kurugliew aus Russland und Fatih Erdin und wurde damit Weltmeister.
David Morris Taylor stellt sich auch immer gerne für Mannschafts-Wettkämpfe zur Verfügung. So rang er am 15. Mai 2013 im Team der Vereinigten Staaten in New York beim "The Rumble on the Rails", einer Veranstaltung, an der die Nationalmannschaften der Vereinigten Staaten, Russlands und des Irans teilnahmen. Es ging damals darum dem IOC, das die Streichung des Ringens vom Programm des Olympischen Sommerspiele vorhatte, die Einigkeit des internationalen Ringersports zu beweisen. Ein Vorhaben, das vorerst gelang. David Taylor siegte bei dieser Veranstaltung über Magomed Kurbanaliew aus Russland. Am 7. Mai 2014 stand er wieder im US-Team, das in New York gegen eine Weltauswahl antrat. Diese Veranstaltung hatte den Namen "Beat the Streets" und hatte dasselbe Ziel. David Taylor siegte bei dieser Veranstaltung über Jabrail Hasanow.
2016 startete er mit seinem "Titan-Mercury WC/Nittany Lions WC" beim Mannschafts-Welt-Cup in Charkow. Er kam dort u. a. zu Siegen über Bogdan Christow, Ukraine und Nodar Egadse, Georgien. Im Februar 2017 stand er beim Mannschafts-Welt-Cup der Nationalmannschaften in Kermandshah/Iran im US-Team. Auch im Dezember 2017 vertrat er beim Mannschafts-Welt-Cup in Teheran die USA und kam dabei u. a. zu Siegen über Pawan Kumar, Indien, Ganbaatar Gaddunyang, Mongolei und Alireza Karimi, Iran.

## Internationale Erfolge
| Jahr | Platz | Wettbewerb                                     | Gewichtsklasse | Ergebnisse |
| 2007 | 8.    | Junioren-WM in Peking                          | bis 50 kg      | Sieger: Dashpuntsag Tulga, Mongolei |
| 2013 | 3.    | Universiade in Kasan                           | bis 74 kg      | hinter Denis Zargusch, Russland und Jabrail Hasanow, Aserbaidschan                                                                                                  |
| 2015 | 5.    | "Yasar-Dogu"-Turnier in Istanbul               | bis 74 kg      | hinter Denis Zargusch, Söner Demirtas, Türkei, Chetik Zabolow und Achmed Gadschimurad, beide Russland                                                               |
| 2015 | 1.    | Großer Preis von Spanien in Madrid             | bis 74 kg      | vor Carmelo Lumia, Italien, Zhang Chongyao, China und Mark Hall, USA                                                                                                |
| 2015 | 1.    | "Stepan-Sargsjan"-Turnier in Vanadzor/Armenien | bis 74 kg      | vor Kachaber Chubeschti, Russland, Grigor Grigorjan, Armenien und Gia Tschikladse, Ukraine                                                                          |
| 2015 | 5.    | Golden-Grand-Prix in Baku                      | bis 86 kg      | hinter Alexander Gostijew und Nurmagomed Gadschiew, beide Aserbaidschan, Eshar Lashgari, Iran und Sandro Aminaschwili, Georgien                                     |
| 2017 | 1.    | Grand-Prix von Paris                           | bis 86 kg      | vor Richard Perry, USA Raman Tschitadse, Belarus und István Veréb, Ungarn                                                                                           |
| 2018 | 1.    | "Iwan-Yarigin"-Welt-Cup in Krasnojarsk         | bis 86 kg      | vor Fatih Erdin, Türkei, Wladislaw Waliew und Artur Naiforow, beide Russland                                                                                        |
| 2018 | 1.    | Pan-Amerikanische Meisterschaft in Lima        | bis 86 kg      | vor Yurieski Torreblanca Queralta, Kuba, Pedro Francisco Ceballos Fuentes, Venezuela und Pool Edison Ambrosio Greifo, Peru                                          |
| 2018 | 1.    | "Yasar-Dogu"-Turnier in Istanbul               | bis 86 kg      | vor Murad Suleimanow, Aserbaidschan, Boris Makojew, Slowakei und Fatih Erdin                                                                                        |
| 2018 | 1.    | WM in Budapest                                 | bis 86 kg      | nach Siegen über Hassan Yazdani, Iran, Hadschi Rajabow, Belarus, Yurieski Torreblanca Queralta, Dauren Kurugliew, Russland und Fatih Erdin                          |
| 2019 | 1.    | Panamerikanische Meisterschaft in Buenos Aires | bis 86 kg      | nach Siegen über Rashji Leonardo Mackay, Bahamas, Meruzhan Nikoyan, Argentinien, Lazaro Daniel Hernandez Luis, Kuba und Pedro Francisco Ceballos Fuentes, Venezuela |

## Erfolge bei nationalen Wettkämpfen
| Jahr | Platz | Wettbewerb                       | Gewichtsklasse | Erfolge                                                     |
| 2007 | 1.    | USA-Juniorenmeisterschaft        | bis 105 lbs.   | vor Mark Roppo                                              |
| 2008 | 2.    | Junioren-WM-Trials               | bis 55 kg      | hinter Zach Sanders                                         |
| 2010 | 2.    | Junioren-WM-Trials               | bis 74 kg      | hinter Conrad Polz                                          |
| 2011 | 2.    | NCAA-Championships               | bis 165 lbs.   |                                                             |
| 2012 | 1.    | NCAA-Championships               | bis 165 lbs.   | vor Hatchett Brandon und Beksod Abdurachmanow               |
| 2013 | 2.    | NCAA-Championships               | bis 165 lbs.   | hinter Kyle Douglas Dake, vor Tyler Caldwell                |
| 2013 | 2.    | USA-Meisterschaft                | bis 74 kg      | hinter Jordan Burroughs, vor Nick Marable                   |
| 2013 | 4.    | WM-Trials                        | bis 74 kg      | hinter Jordean Burroughs, Kyle Douglas Dake und Andrew Howe |
| 2013 | 1.    | USA-Studentenmeisterschaft (AAU) | bis 165 lbs.   | vor Quinton Godley und Michael Moreno                       |
| 2014 | 1.    | NCAA-Championships               | bis 165 lbs.   | vor Tyler Caldwell und Steve Monk                           |
| 2015 | 1.    | USA-Meisterschaft                | bis 74 kg      | vor Andrew Howe, Anthony Valencia und Tyler Caldwell        |
| 2015 | 3.    | WM-Trials                        | bis 74 kg      | hinter Jordan Burroughs und Kyle Douglas Dake               |
| 2016 | 3.    | Olympiatrials                    | bis 86 kg      | hinter J'den Michael Cox und Kyle Douglas Dake              |
| 2017 | 2.    | WM-Trials                        | bis 86 kg      | hinter J'den Michael Cox, vor Richard Perry und Nick Heflin |
| 2018 | 1.    | USA-Meisterschaft                | bis 86 kg      | vor Richard Perry, Nick Reenan und Timothy Dudley           |
| 2018 | 1.    | WM-Trials                        | bis 86 kg      | vor Nick Reenan und Richard Perry                           |

Erläuterungen
- alle Wettbewerbe im freien Stil
- WM = Weltmeisterschaften
- NCAA = US-amerikanischer Studenten-Sport-Verband
- AAU = Amerikanische Athleten-Union
- 1 lbs. = 0,453 kg